# ジェイミー・ウォード
ジェイミー・ジョン・ウォード（Jamie John Ward、1986年5月12日  - ）は、イングランド・バーミンガム出身のサッカー選手。北アイルランド代表。バクストンFC所属。ポジションは、ミッドフィールダー。

## クラブ経歴
アストン・ヴィラFCでプロでビュー。リザーブチームではキャプテンに任命されたが、トップチームでの出番はなくストックポート・カウンティFCへのレンタルを経て2006年に退団した。以降はイングランドの2部・3部クラブを転々としている。

## 代表歴
ウォード自身はバーミンガム出身だが、祖父が北アイルランド出身のため北アイルランド代表を選択する権利を有していた。U-18チームでは2試合に出場、U-21チームでは7試合に出場した。2009年3月にA代表に初めて招集された。2010 FIFAワールドカップ・ヨーロッパ予選・ポーランド戦とスロベニア戦に出場する可能性があったが、いずれの試合も出場機会はなかった。
2011年8月11日開催のUEFA EURO 2012予選・フェロー諸島戦で念願の初キャップを記録。 2014 FIFAワールドカップ・ヨーロッパ予選のロシア戦で初スタメン。2013年9月6日のポルトガル戦で初ゴール。

### ゴール
2017年3月26日現在
| No | 開催日         | 開催地       | 対戦国     | スコア | 結果 | 試合概要                    | ref    |
| -- | -------------- | ------------ | ---------- | ------ | ---- | --------------------------- | ------ |
| 1  | 2013年9月6日   | ベルファスト | ポルトガル | 2–1    | 2–4  | 2014 FIFAワールドカップ予選 | [ 8 ]  |
| 2  | 2014年10月14日 | ピレウス     | ギリシャ   | 1–0    | 2–0  | UEFA EURO 2016予選          | [ 10 ] |
| 3  | 2016年10月8日  | ベルファスト | サンマリノ | 3–0    | 4–0  | 2018 FIFAワールドカップ予選 | [ 11 ] |
| 4  | 2017年3月26日  | ベルファスト | ノルウェー | 1–0    | 2–0  | 2018 FIFAワールドカップ予選 |        |